# بات موراي (لاعب كرة قدم أمريكية)
بات موراي (بالإنجليزية: Pat Murray)‏ هو لاعب كرة قدم أمريكية أمريكي، ولد في 31 أكتوبر 1984 في فورت دودج في الولايات المتحدة.

## وصلات خارجية
- بات موراي على موقع مرجع كرة القدم المحترفة.كوم (الإنجليزية)